# Sascha Becker
Sascha Becker (* 1975 in Trier) ist ein deutscher Fernsehmoderator und -journalist.

## Leben und Wirken
Während seines Studiums war er als Radiojournalist zunächst für Radio RPR, ab 1998 für den SWR im Studio Trier tätig. Nach seinem Wechsel ins Landesfunkhaus in Mainz arbeitete er als Reporter und Redakteur in verschiedenen Fernsehredaktionen und absolvierte ein Volontariat beim SWR. Seit Juli 2008 steht er für das SWR Fernsehen auch vor der Kamera. Im SWR Fernsehen moderiert er die Hauptausgaben der täglichen Nachrichten SWR Aktuell Rheinland-Pfalz sowie Sondersendungen. Außerdem präsentiert er an Wahlabenden im SWR-Fernsehen Trends und Hochrechnungen.

## Auszeichnungen
- 2001 Regino-Preis[3]
- 2003 Maju-Preisträger[4]

## Filmografie
- 2015 Pälzisch im Abgang (Nebenrolle als Fernsehmoderator)[5]